# Achromobacter animicus
Achromobacter animicus es una especie de bacteria gramnegativa del género Achromobacter. Fue descrita en el año 2013. Su etimología hace referencia a aliento. Es aerobia y móvil. Consiste en el previo genogrupo 6 de Achromobacter, antes de ser descrita como especie. Tiene un tamaño de 0,4-0,7 μm de ancho por 1,2-2,7 μm de largo. Crece en forma individual o en parejas. Forma colonias convexas, traslúcidas, no pigmentadas y con márgenes lisos en agar TSA tras 48 horas de incubación. Tiene un contenido de G+C de 65,5%. Se aisló inicialmente de esputos humanos en el 2006 en Estados Unidos. Se ha descrito un caso de infección de herida post-traumática causada por una cepa multirresistente en un niño en Tanzania. La cepa en este caso era resistente a los antibiótiocos trimetoprim-sulfametoxazol, ceftazidima y piperaciclina-tazobactam, y sensible a ciprofloxacino. Además, esta cepa era portadora de una betalactamasa OXA-50. Se aisló en esputo humano en paciente con fibrosis quística.